# 脾臓
脾臓（ひぞう）は、動物に見られる臓器の1つである。以下の記述は特に断りが無い限り、ヒトの脾臓について記述する。

## 脾臓の位置と大きさ
人体の左の上腹部に位置し、上方は横隔膜に、内側は左の腎臓と接している。前方には胃が存在する。第10肋骨の下に隠れており、通常は体表からは触れない。脾臓の大きさは長さ12 cm、幅7.5 cm、厚さ5 cm程度で、腎臓のようなソラマメに似た形をしている。重量は100 gから200 g程度と、内部に存在する血液量で変化する。

## 形態と構造
脾臓は血管が出入りする脾門と呼ばれる部位を除いて、腹膜に包まれている。さらに、脾臓それ自体の表面が、平滑筋を含んだ結合組織の被膜で覆われている。この被膜が、脾動脈に沿って脾臓の内部まで入り込み、脾柱と呼ばれる構造を形成している。この脾柱はさらに脾臓の実質内で柱網と呼ばれる網目状になり、間隙を脾臓実質である白脾髄、赤脾髄が埋めている。脾柱内を通る動脈は、白脾髄の中心を通る脾髄動脈へ分岐する。白脾髄は白い斑状組織で、細網線維組織の間に血液中を移動してきたリンパ球など免疫を司る血球が集まっている。動脈は更に細くなり末梢が赤脾髄に入る。赤脾髄は細網線維組織である脾索（ビルロート索）と、細長い袋状に見える毛細血管の脾洞からなる赤い組織で、脾洞には赤血球が充満している。脾洞の内皮には細網内皮系（マクロファージなど）が集まり、これらの活動によって赤脾髄にはヘモジデリンの沈着が見られる。脾洞中には時には造血幹細胞が見られる（後述）。脾洞中の血液は静脈血となって脾柱静脈、脾静脈を経て門脈へ流れるが、一部の血液は中心動脈から直接脾洞へ入っている。

## 脾動脈
左胃大網動脈が胃の後ろで、膵臓の上縁に沿って左側に入り、脾動脈となる。このため膵臓ガンなどで膵臓の尾部を摘出する際は、栄養動脈である脾動脈が失われるため、脾臓も同時に摘出する場合が有る。

## 脾臓の機能
- 免疫機能：白脾髄でB細胞（Bリンパ球）、Tリンパ球、形質細胞を成熟させ、血液を増殖の場とする病原体に対する免疫応答の場となる。循環血中の莢膜を持つ細菌の濾過とIgMオプソニン抗体を産生する場でもある。脾摘されたヒトが肺炎球菌やインフルエンザ菌、マラリアなどに感染すると重症化し易い理由の1つは、この機能が失われるためである。
- 造血機能：赤色骨髄での造血が始まるまでの胎生期には、脾臓で赤血球が作られている。生後はその機能は失われるが、大量出血や赤色骨髄の機能が抑制された状態では、再び脾臓での造血が行われる場合が有り、これを髄外造血と呼ぶ。なお、ラットやマウスでは出生後も脾臓で造血が行われる。
- 古い血球の破壊：脾臓内には幅が3 μm程度の細い血管が存在し、古くなって充分に変形できなくなった赤血球を、貪食処理して破壊する[3]。赤血球中のヘモグロビンを破壊し、鉄を回収する働きも有る。赤血球以外に、古くなった血小板なども破壊する[4]。
- 血液中の異物除去：免疫機能や古い血球の破壊に関連するものの、血液中を流れてきた細菌だけでなく、異物の処理も行う[5]。
- 血液の貯蔵機能：赤脾髄の部分に血液を蓄えて、循環血液量を調節する機能を有する[1]。ヒトではそれほど多くの血液の貯留はされないが、イヌやウマなどでは、大量の血液が貯留されている。筋肉が大量の酸素を必要とするような運動時には、脾臓から貯蔵されていた血液を駆出して、充分な酸素を筋肉へ送り届けられるようにする。

こうした重要な機能も、循環器系の一部で機能の代替が行えるため、手術や外傷などにより脾臓を失っても、ただちに致死には至らない。しかしながら、脾臓を失うと、循環血液中に異常な形状の赤血球が多く観察されるようになる。

## 脾臓痛
脾臓への動脈が未発達な若年者などが急激な運動などをすると、脾臓中の血液が一斉に体内に送り出されて、脾臓は一時的な虚血となり、脇腹の痛みとして感じる場合が有る。

## 脾臓の病気

### 脾腫
脾臓が何らかの原因で大きくなってしまった状態を脾腫と呼ぶ。主な原因としては、肝硬変などによる門脈圧亢進症、白血病・骨髄増殖性疾患・感染症などの浸潤性疾患の2種が挙げられる。脾腫が著明になると、脾臓の機能が亢進した状態になり、血球の破壊がどんどん進むため貧血や出血傾向などが出現する。このような状態では、対処法として手術によって脾臓を摘出する場合が有る。
- 脾臓摘出術（脾摘）が適応となる疾患
遺伝性球状赤血球症、不安定ヘモグロビン症、温式自己免疫性溶血症（温式AIHA）、サラセミア、PK欠損症（pyruvate kinase deficiency）、特発性血小板減少性紫斑病（ITP;idiopathic thrombocytopenic purpura）etc.

## 東洋医学における「脾」
いわゆる五臓六腑（五臓：肝・心・脾・肺・腎）の1つである「脾」は、解剖学的な脾臓とは異なる。解剖学的な臓器名の日本語は、五臓六腑から文字を借用してきたため、このような事態が起きた。